# Дери (Пенсилванија)
Дери (енгл. Derry) град је у америчкој савезној држави Пенсилванија.

## Демографија
По попису из 2010. године број становника је 2.688, што је 303 (-10,1%) становника мање него 2000. године.
| Група             | 2000.         | 2010.         |
| Белци             | 2.949 (98,6%) | 2.624 (97,6%) |
| Афроамериканци    | 19 (0,6%)     | 17 (0,6%)     |
| Азијати           | 0 (0,0%)      | 8 (0,3%)      |
| Хиспаноамериканци | 14 (0,5%)     | 21 (0,8%)     |
| Укупно            | 2.991         | 2.688         |